# Capo Testa
Capo Testa este o arie protejată (arie specială de conservare — SAC, sit de importanță comunitară — SCI) din Italia întinsă pe o suprafață de 1.216 ha, din care 73 % marine.

## Localizare
Centrul sitului Capo Testa este situat la coordonatele 41°14′26″N 9°08′53″E / 41.240556°N 9.148056°E.

## Înființare
Situl Capo Testa a fost declarat sit de importanță comunitară în septembrie 1995 pentru a proteja 12 specii de animale. Situl a fost protejat și ca arie specială de conservare în aprilie 2017.

## Biodiversitate
Situată în ecoregiunea mediteraneană, aria protejată conține 18 habitate naturale: Phrygana endemică cu Euphorbio-Verbascion, Dune de coastă cu Juniperus spp., Recifuri, Dune cu vegetație ierboasă Brachypodietalia cu specii anuale, Pseudostepă cu ierburi și specii anuale de Thero-Brachypodietea, Păduri de Quercus ilex și Quercus rotundifolia, Straturi cu Posidonia (Posidonion oceanicae), Golfuri mici largi și golfuri puțin adânci, Bancuri de nisip acoperite în permanență slab de apă marină, Peșteri inaccesibile publicului, Dune de pe litoral fixate cu Crucianellion maritimae, Lagune de coastă, Dune cu vegetație ierboasă Malcolmietalia, Matorral arborescenți cu Juniperus spp., Tufărișuri termo-mediteraneene și de pre-deșert, Vegetație anuală la limita mareei, Faleze cu vegetație de Limonium spp. endemic de pe coastele mediteraneene, Formațiuni scunde de Euphorbia în apropierea falezelor.
La baza desemnării sitului se află mai multe specii protejate:
- păsări (7): Calonectris diomedea, caprimulg (Caprimulgus europaeus), Larus audouinii, Phalacrocorax aristotelis desmarestii, Puffinus yelkouan, Sylvia sarda, silvie de tufiș (Sylvia undata)
- amfibieni (1): Discoglossus sardus
- mamifere (1): liliacul mare cu potcoavă (Rhinolophus ferrumequinum)
- reptile (3): țestoasa de baltă (Emys orbicularis), Euleptes europaea, Testudo marginata

Pe lângă speciile protejate, pe teritoriul sitului au mai fost identificate 31 de specii de plante, 2 specii de păsări, 2 specii de amfibieni, 2 specii de nevertebrate, 6 specii de reptile.